# Dents du Midi
Dents du Midi, que en francés significa "Los dientes del sur" (Le Midi es un término coloquial para parte del sur de Francia), es una cadena montañosa situada en los Chablais Alps en el Cantón del Valais, Suiza. Está compuesta de siete distintas cumbres y alcanza una altura de 3257 metros. Domina el Val-d'Illiez y el valle del Ródano; al sur se encara con el Lac de Salanfe, un embalse artificial. Geológicamente forma parte del macizo Haut-Giffre.

## Los siete picos
Los "Dents", o "Dientes" son, de este a oeste:
- La Cime de l'Est (3178 metros)
- La Forteresse (3164 m)
- La Cathédrale (3160 m)
- L'Éperon (3114 m)
- Dent Jaune (3186 m)
- Les Doigts (3205 m y 3210 m) o Doigts de Salanfe
- La Haute Cime (3257 m)

## Corrimiento de tierra

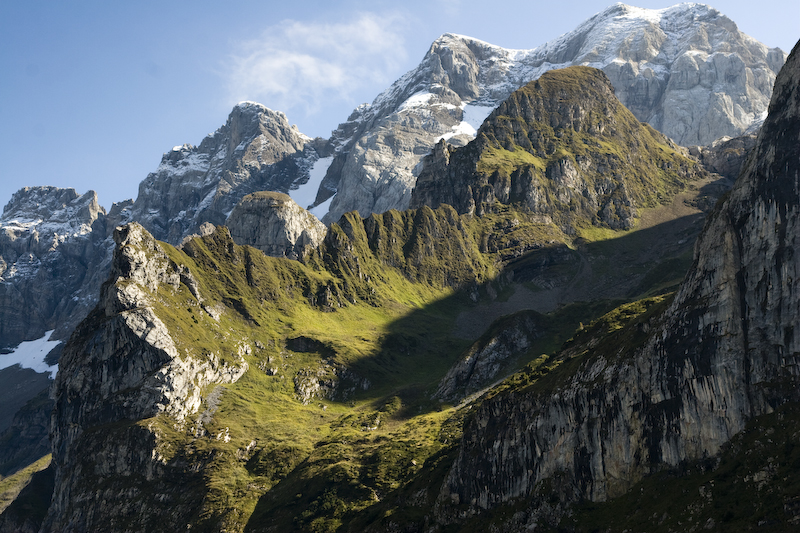
Lado norte.

En la mañana del 30 de octubre de 2006, una masa de 1,000,000 m³ de rocas se separó de la ladera de la Haute Cime y cayó por el lado a una altitud de alrededor de 3,000 m. El evento no representó ningún daño al pueblo cercano de Val-d'Illiez pero fueron cerrados carreteras y senderos como medida de seguridad. De acuerdo a los geólogos del cantón, el corrimiento de tierra fue causado por el deshielo, ayudado por los calurosos veranos de los años precedentes.

## Origen del nombre
El nombre "Dents du Midi" es de un origen relativamente reciente. Los habitantes nativos originalmente los llamaban los "Dientes de Tsallen". La actual Haute Cime fue entonces llamada Dent du Midi, y eventualmente dio su nombre a la montaña entera.
Cada pico, o "diente", ha tenido varios nombres a lo largo de los siglos:
- La Cime de l'Est (La Cima del Este) fue llamada Mont de Novierre antes de aproximadamente el siglo XVII, luego Mont Saint Michel después de los corrimientos de tierra de 1635 y 1636, y finalmente Dent Noire (Diente Negro) hasta el siglo XIX.

- Dent Jaune (El Diente Amarillo) fue llamado el Dent Rouge (Diente Rojo) hasta 1879.

- Les Doigts (Los Dedos) fueron llamados Le Doigt de Champéry (El Dedo de Champéry, 1882) luego Le Doigt de Salanfe (El Dedo de Salanfe, 1886) antes de llamarse finalmente solo Les Doigts.

- La Haute Cime (La Cima Alta) también tuvo varios nombres: Dent de l’Ouest (Diente del Oeste, 1784), Dent du Midi (Diente del Sur), Dent de Tsallen (Diente de Tsallen), y Dent de Challent (Diente de Challent).

## L’Éperon
Varias rupturas en el macizo han cambiado la forma de los picos tanto que los nombres se adaptaron de acuerdo a la evolución geológica. L’Éperon (La espuela), por ejemplo, ya no tiene dos cumbres, debido a que un corrimiento de tierra en la Edad Media cambió significativamente este pico.

## Primeros ascensos

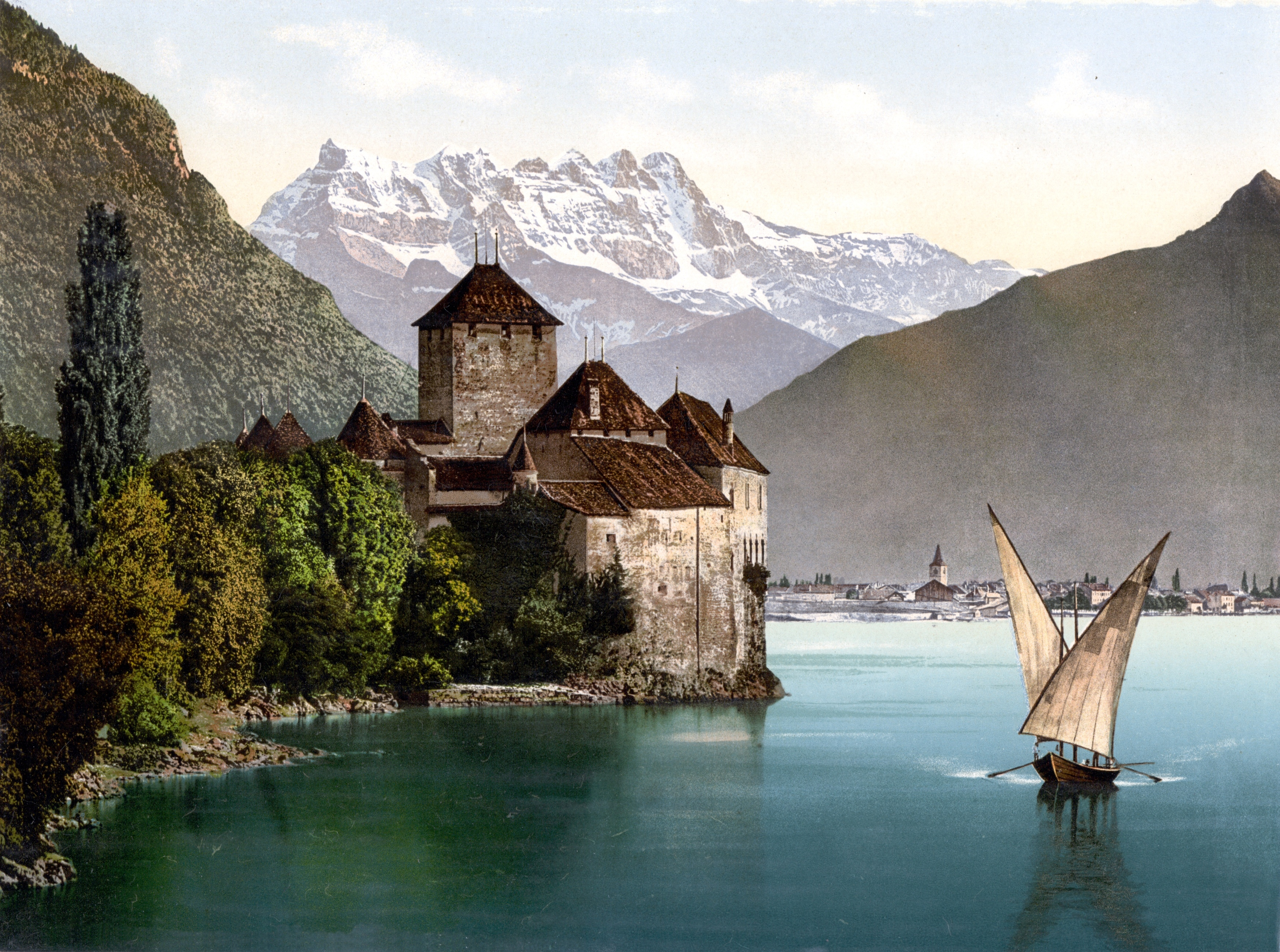
Litografía del Castillo de Chillon, con Dents du Midi en el fondo, entre 1890 y 1905.

| Nombre del pico | Fecha del primer ascenso | Escalador(es)              |
| --------------- | ------------------------ | -------------------------- |
| Cime de l'Est   | 16 de agosto de 1842     | Nicolaz Delez              |
| Forteresse      | 7 de junio de 1870       | E. Javelle y J. Oberhauser |
| La Cathédrale   | 1890                     | Nicolas Delez              |
| L'Éperon        | ?                        | ?                          |
| La Dent Jaune   | 24 de agosto de 1879     | ?                          |
| Les Doigts      | ?                        | ?                          |
| La Haute Cime   | 1784                     | Jean-Maurice Clément       |